# Szinonímia (biológia)
A tudományos nevezéktanban a szinonimák olyan különböző tudományos nevek, amelyeket egyetlen taxonhoz használnak. A használat módja és a terminológia különbözik a zoológiában és a botanikában.

## Zoológia
A zoológiai nevezéktanban a szinonimák olyan különböző tudományos nevek, amelyek ugyanahhoz a taxonhoz tartoznak, például két különböző név egy faj számára. A zoológiai nevezéktan szabálya szerint az elsőként publikált név az idősebb szinonima, a továbbiak pedig a fiatalabb szinonimák, melyek nem használhatók.
A szinonimák „objektívek”, ha félreérthetetlenül ugyanahhoz a taxonhoz tartoznak; ez akkor fordul elő, amikor ugyanarra a leírásra vagy típuspéldányra utalnak. Egyébként a szinonimák „szubjektívek”, ami azt jelenti, hogy viták alapjául szolgálnak: egyes tudósok elfogadhatják, hogy a két név ugyanahhoz a taxonhoz tartozik, míg mások vitathatják ezt.
Például John Edward Gray 1855-ben egy pár szarv alapján megjelentette az Antilocapra anteflexa nevet egy villásszarvú antilopfaj számára. Később azonban kiderült, hogy a példány az Antilocapra americana egy szokatlan példánya, melynek nevét George Ord adta közre 1815-ben. Ord neve elsőbbséget élvez, ezért az Antilocapra anteflexa fiatal szubjektív szinonimává vált,
Az objektív szinonimák gyakoriak a nemek szintjén, mivel két kutató egymástól függetlenül arra a következtetésre juthat, hogy egy faj eléggé különbözik a neméhez tartozó többitől ahhoz, hogy saját nemet hozzanak létre a számára. Ezért mindketten elneveznek egy új nemet egyetlen típusfaj alapján, miáltal objektív szinonimák keletkeznek.
A fajok szintjén a szubjektív szinonimák gyakoriak, mivel a fajok között szokatlanul nagy a változatosság, illetve könnyebb megfeledkezni egy korábbi leírásról, ami oda vezethet, hogy egy biológus egy általa újonnan felfedezett fajt újként ír le. Az objektív szinonimák azonban elég ritkák. Példa erre az 1774-ben, Johann Friedrich Gmelin által leírt tarpán (európai vadló). 1784-ben Pieter Boddaert a tarpán számára az Equus ferus nevet adta Gmelin leírására hivatkozva. Boddaert nevéről nem tudva Otto Antonius 1912-ben megjelentette az Equus gmelini nevet, szintén Gmelin leírására utalva. Mivel a két név ugyanarra a leírásra hivatkozik, objektív szinonimáknak számítanak.
Lehetséges, hogy egy fiatal szinonima elsőbbséget élvez egy idősebb szinonimával szemben, főként abban az esetben, amikor az idősebb nevet nem használták az első megjelenése óta, a fiatalabb nevet pedig rendszeresen használják. Ekkor az idősebb név nomen oblitummá, a fiatalabb pedig nomen protectummá válik. Ez főleg azt a zavart előzi meg, ami akkor keletkezhet, ha egy jól ismert nevet, amelyhez bőséges irodalom kapcsolódik egy teljesen ismeretlen név vált fel. Például a tolvajhangya tudományos nevét a Solenopsis invictát 1972-ben, Buren jelentette meg, és annak ellenére vált megőrzött névvé, hogy a fajnak Santschi 1916-ban a Solenopsis saevissima wagneri nevet adta; az invicta névhez kapcsolódóan ezernyi publikáció látott napvilágot, mielőtt a szinonímiát felfedezték, és az ICZN 2001-ben úgy döntött, hogy az invicta elsőbbséget élvez a wagnerivel szemben.

## Botanika
A botanikai nevezéktanban a szinonima egy olyan botanikai név, ami ugyanahhoz a taxonhoz tartozik. A szinonima nem létezhet elszigetelten, mindig „... szinonimája” formában fordul elő. A botanikában a szinonima alábbi típusai ismertek:
| Típus         | Név             | Definíció |
| ------------- | --------------- | --- |
| homotípikus   | nomenklaturális | a típusa azonos. A Linné-i név, a Pinus abies L. és a H.Karst által megalkotott Picea abies (L.) típusa azonos. Mikor a későbbit helyesnek ítélik (teljes egyetértés születik róla) a Pinus abies a Picea abies homoním szinonmájává válik. Ha viszont a faj a Pinus nemzetséghez tartozik (jelenleg ez nem valószínű) a kapcsolat megfordul, és Picea abies válik a Pinus abies szinonimájává.          |
| heterotípikus | taxonómikus     | a típusa eltérő. Egyes botanikusok a gyermekláncfüvet több teljesen elhatárolt fajra osztják fel. Az ilyen fajok neve saját típusba tartozik. Mikor úgy ítélik meg, hogy a gyermekláncfű tartalmazza az összes kisebb fajt, a fajok nevei a Taraxacum officinale F.H.Wigg heterotípikus szinonimái lesznek. A taxon heterotípikus szinonimává való visszaminősülését „szinonimává süllyedésnek” nevezik. |

A botanikában nem szükséges, hogy a szinonima érvényes név legyen: a szinonimák listája gyakran tartalmaz olyan neveket, amelyek valamilyen szempontból nem lehetnek szabályos nevek (publikálatlan vagy kéziratos nevek) vagy hivatalosan még nem jelentek meg. Egy ilyen szinonimának formailag hivatalos névnek kell lennie: helyes „latin névnek” kell látszania.
Egy homotípikus szinonimának nem kell jelzőt tartalmaznia, vagy helyes névnek lennie, elég ha a típusa megfelelő. Például a fentebb említett Taraxacum officinale és a Leontodon taraxacum L. típusa megegyezik. Az utóbbi a Taraxacum officinale F.H.Wigg homotípikus szinonimája.

## A kettő viszonya
A szinonimák kezelése a botanikai nevezéktanban teljesen más, legalábbis a részleteket és a terminológiát tekintve, a zoológiai nevezéktanban ugyanis a helyes név a szinonimák között található. habár az idősebb szinonima elsőnek számít az egyenlők között:
- A botanikai szinonimák a zoológiában „fiatal szinonimák”.
- A botanikai homotípikus vagy nomenklaturális szinonimák a zoológiában „objektív szinonimák”.
- A botanikai heterotípikus vagy taxonómikus szinonimák a zoológiában „szubjektív szinonimák”.

## Egyéb használat
A szinonimával kapcsolatos hagyományos fogalom a taxonómiai adatbázisokban gyakran kibővül a pro parte („részleges”) szinonimákkal. Ez az szétválásoknak és a körülírható változásoknak tudható be, és nincs szükség a típusok egy az egyben való megfeleltetésére. Egy egyszerű név valójában utalhat több taxonra is, ha az eredeti nevet már szűkebb értelemben használják. Ezeket az eseteket a p.p. rövidítés jelzi.

## Lásd még
- homonima
- nomen protectum
- nomen oblitum

## Fordítás
- Ez a szócikk részben vagy egészben  a   Synonym (taxonomy) című angol Wikipédia-szócikk ezen változatának fordításán alapul.  Az eredeti cikk szerkesztőit annak laptörténete sorolja fel. Ez a jelzés csupán a megfogalmazás eredetét és a szerzői jogokat jelzi, nem szolgál a cikkben szereplő információk forrásmegjelöléseként.